# Dingo
Dingo (znanstveno ime Canis lupus dingo) je bližnji sorodnik volkov (Canis lupus) in psov (Canis lupus familiaris), ki prosto živi v Avstraliji, na nekaterih sosednjih otokih in v Južni Aziji. Izvira iz še ne povsem udomačenih psov, ki so prišli z zgodnjimi priseljenci. Dingi imajo lastnosti volkov in psov. Beseda dingo izhaja iz aboriginskega jezika eora.
Najstarejši fosilni primerki dingov so v J. Aziji stari okoli 5.000 let, v Avstraliji pa so najstarejši fosili stari okoli 3.500 let. Vsekakor pa dingi niso bili prisotni v Avstraliji pred 12.000 leti, ko se je prekinila kopenska zveza s Tasmanijo, saj na tem otoku dingov ni. V času prve prisotnosti dingov v Avstraliji je bila kopenska povezava že prekinjena in je bilo treba premagati okoli 50 km morske razdalje. Ni znano, da bi tako velike kopenske živali mogle premagati tolikšno razdaljo, zato sklepajo, da so dingi nujno prišli z zgodnjimi pomorščaki.
Dingo je najmočnejši plenilec na avstralski celini in se zaradi tega nahaja na vrhu prehranjevalne verige.
Večina dingov v Avstraliji je že mešana s pobeglimi domačimi psi. Pristni avstralski dingo je redkost in ga skušajo zaščititi. Sicer pa dingi ponekod povzročajo škodo živini in jih iztrebljajo.
Dingo živi lahko kot domača žival, če je primerno udomačen, največkrat od rojstva. Primeren je tudi kot ovčar ali zganjalec govedi. Mednarodna kinološka zveza ga ne priznava kot pasjo pasem, Avstralski državi svet rejcev psov (ANKC) uvršča dinga v skupino (4) med lovske pse.